# Ulica Pod Hołoskiem we Lwowie

Ulica Pod Hołoskiem (j.ukr. Вулиця Під Голоском) – ulica we Lwowie, w dzielnicy Hołosko, w rejonie szewczenkowskim.
Rozpoczyna się od ulicy Warszawskiej i biegnie w kierunku północno-zachodnim, kończy się na granicy Lasu Brzuchowickiego. Nazwę otrzymała prawdopodobnie po włączeniu Hołoska w granice Lwowa. Dawniej w tym rejonie znajdowały się piaszczyste nieużytki, które zostały zalesione na początku XIX wieku.
Obecnie przy ulicy Pod Hołoskiem po stronie nieparzystej znajduje się główny korpus i kampus Ukraińskiej Akademii Drukarstwa oraz dom akademicki Lwowskiego Narodowego Uniwersytetu Kultury Fizycznej. Po stronie parzystej mieści się m.in. fabryka pokryć dachowych.